# Illergau

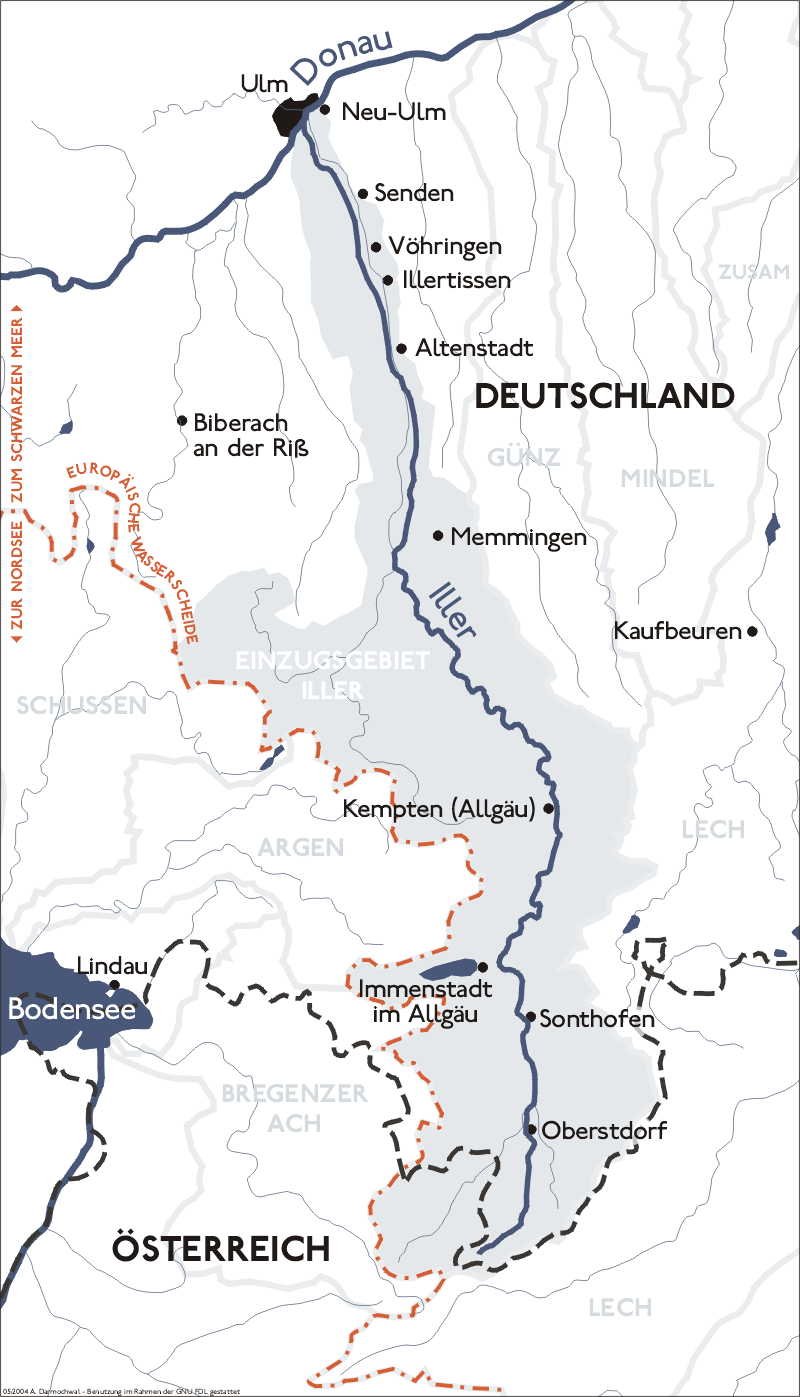
Einzugsbereich der Iller (Fluss)

Der Illergau ist einer der in historischen Texten oft zu findenden mittelalterlichen Gaue. 
Der Illergau erstreckt sich entlang dem Fluss Iller im südöstlichen Baden-Württemberg und südwestlichen Bayern. Die Region stieß an Alemannien (Bistum Konstanz), umfasste Kempten und Orte wie Heimertingen sowie Memmingen und Ottobeuren und im Norden Kellmünz an der Iller. Ungeklärt ist die Zugehörigkeit von Mindelheim und Baisweil.
Hauptort des Illergau war Kempten (Allgäu).